# Länsväg 162
De Zweedse weg 162 (Zweeds: Länsväg 162) is een provinciale weg in de provincie Västra Götalands län in Zweden en is circa 27 kilometer lang. De weg ligt in het zuiden van Zweden aan de westkust.

## Plaatsen langs de weg
- Munkedal
- Brastad
- Rixö
- Lysekil

## Knooppunten
- E6 en Länsväg 165 bij Munkedal (begin)
- Länsväg 171
- Länsväg 161 bij Lysekil